# Ginevra Bompiani
Ginevra Roberta Bompiani (Milano, 5 agosto 1939) è una scrittrice, editrice, traduttrice, saggista e accademica italiana.

## Biografia
Nata a Milano, è figlia di Valentino Bompiani, per la cui casa editrice ideò la collana di letteratura fantastica "Il Pesanervi". Ha trascorso diversi anni a Parigi e a Londra per poi trasferirsi a Roma e nei dintorni di Siena. Ha insegnato per una ventina d'anni letterature comparate all'Università di Siena.
Come traduttrice ha lavorato su opere di Antonin Artaud, Louis-Ferdinand Céline, Gilles Deleuze, Leonora Carrington e Marguerite Yourcenar.
Ha fondato nel 2002, con Roberta Einaudi (nipote di Giulio Einaudi), la casa editrice nottetempo, con sede a Roma, di cui è stata direttrice editoriale e presidente fino al 2016.
Nel 2016 firma l'appello de Il Fatto Quotidiano a sostegno delle ragioni per il "No" per il referendum costituzionale sulla riforma Renzi-Boschi.
Alle elezioni europee del 2024 ha aderito alla lista elettorale Pace Terra Dignità di Michele Santoro, raccogliendo quasi 10.000 preferenze in tutta Italia; la lista con il 2,2% non ha però superato la soglia di sbarramento del 4%.

## Vita privata
È stata sposata col filosofo Giorgio Agamben.

## Opere

### Narrativa
- Bàrtelemi all'ombra, Milano: Mondadori, 1967 (trad. tedesca di Iris von Kaschnitz, Bartelemi im Schatten, Reinbek bei Hamburg: Rowohlt, 1969).
- Piazza pulita, illustrazioni di Maria Enrica Agostinelli, Milano: Bompiani, 1968
- Le specie del sonno, Milano: Franco Maria Ricci, 1975; con introduzione di Italo Calvino, Macerata: Quodlibet, 1998 ISBN 88-86570-18-X (trad. francese di Eliane Formentelli, Les Régnes du sommeil, Lagrasse: Verdier, 1990).
- Mondanità, Milano: La Tartaruga, 1980 (trad. tedesca Die Schwarzen Lackschuhe, Klett-Cotta, 2001).
- L'attesa, Milano: Feltrinelli, 1988 ISBN 88-07-05055-2, Milano, Et al. edizioni, 2011.
- L'incantato, Milano: Garzanti, 1987 (finalista Premio letterario nazionale per la donna scrittrice 1988; trad. francese L'Étourdi, Paris: Gallimard, 1989).
- Vecchio cielo, nuova terra, Milano: Garzanti, 1988 ISBN 88-11-67121-3 (trad. francese Ciel ancien, terre nouvelle, Paris: Gallimard, 1990; trad. spagnola di Isabel Cervello, Viejo cielo, nueva tierra, Barcelona, Editorial Lumen, 1994).
- L'amorosa avventura di una pelliccia e di un'armatura, Palermo: Sellerio, 2000 ISBN 88-389-1573-3.
- Ritratto di Sarah Malcolm, Vicenza: Neri Pozza, 2005 ISBN 88-545-0068-2.
- La stazione termale, Palermo, Sellerio, 2012 (trad. francese (Jean-Luc Defromont) La station thermale, Paris, Liana Levi, 2012).
- Mela Zeta, Milano, nottetempo, 2016.
- L'altra metà di Dio, Milano, Feltrinelli, 2019.
- La penultima illusione, Milano, Feltrinelli, 2022.

### Saggistica e traduzioni
- trad. (con Giorgio Agamben) di Antonin Artaud, Il monaco da Matthew Gregory Lewis, Milano: Bompiani, 1967.
- trad. di Louis-Ferdinand Céline, Rigodon, Milano: Bompiani, 1970; Garzanti, 1974.
- introduzione e trad. di Emily Brontë, Poesie, Torino: Einaudi, 1971.
- trad. di Leonora Carrington, Giù in fondo, Milano: Adelphi, 1979.
- introduzione a Virginia Woolf, La signora dell'angolo di fronte, trad. di Masolino D'Amico, Milano: Il Saggiatore, 1979
- Lo spazio narrante: Jane Austen, Emily Brontë, Sylvia Plath, Milano: La Tartaruga, 1978 ISBN 88-7738-043-8, Milano, Et al. edizioni, 2012.
- cura di Emily Dickinson, Poesie, La Spezia: Melita, 1981.
- Perché scrivete?, 1992, in Gianni Celati (a cura di), Narratori delle riserve, Milano: Feltrinelli, 1992, pp. 46–50.
- Per Elsa, in Per Elsa Morante. Saggi e testimonianze, Milano: "Linea d'ombra", 1993, pp. 199–203.
- Scrivere è una cosa ignobile, l'importante è scribacchiare, in Viola Papetti (a cura di), Le foglie messaggere. Scritti in onore di Giorgio Manganelli, Roma: Editori Riuniti, 2000.
- trad. Marguerite Yourcenar, I trentatré nomi di Dio: tentativo di un diario senza data e senza pronome personale, Roma: Nottetempo, 2003.
- trad. di Colette, Chéri, Roma: nottetempo, 2005.
- Metamorfosi: prose scelte, tra "fabula" ed "essai", con un saggio di Antonio Prete, Verona: Anterem, 2005 (Premio di poesia Lorenzo Montano).